# Mouvement pour la démocratie multipartite
Pour les articles homonymes, voir MMD.
Le Mouvement pour la démocratie multipartite (MMD) est un parti politique zambien créé en 1990. Force politique dominante du pays dans les années 1990 et 2000, il perd ensuite progressivement de son influence. 

## Historique
Le MMD est fondé pour évincer le gouvernement précédent qui gouvernait le pays depuis l'indépendance. Le parti obtient la majorité absolue au parlement entre 1991 et 2001. Ce parti est resté le parti dominant de la politique zambienne jusqu'aux élections générales de septembre 2011 et a fourni durant ce laps de temps 3 chefs d'état au pays (Frederick Chiluba, Levy Mwanawasa et Rupiah Banda).
Lorsque Michael Sata puis Guy Scott arrivent au pouvoir en 2011/2014, le MMD est encore la première force d'opposition avec 55 représentants au parlement national. En 2015, une guerre de succession s'engage entre Rupiah Banda et le président en exercice du parti et ancien vice-président du gouvernement Mwanawasa, Nevers Mumba. La justice zambienne ne tranche le différend que 15 jours avant les élections, avec des conséquences désastreuses pour le MMD : devenu ultra-minoritaire au parlement en 2016, il n'a pas obtenu que 3 sièges.
Le parti a mis à sa tête Nevers Mumba en mars 2021, et n'a conservé aucun siège au parlement  lors des élections de cette même année.

## Résultats électoraux

### Élections présidentielles
| Année | Candidat          | Nombre de voix    | Score             | Rang              |
| ----- | ----------------- | ----------------- | ----------------- | ----------------- |
| 1991  | Frederick Chiluba | 972 212           | 75,76 %           | 1er (élu)         |
| 1996  | Frederick Chiluba | 913 770           | 72,59 %           | 1er (élu)         |
| 2001  | Levy Mwanawasa    | 506 694           | 29,15 %           | 1er (élu)         |
| 2006  | Levy Mwanawasa    | 1 177 846         | 42,98 %           | 1er (élu)         |
| 2008  | Rupiah Banda      | 718 359           | 40,09 %           | 1er (élu)         |
| 2011  | Rupiah Banda      | 987 866           | 35,42 %           | 2e                |
| 2015  | Nevers Mumba      | 14 609            | 0,88 %            | 4e                |
| 2016  | N'a pas pris part | N'a pas pris part | N'a pas pris part | N'a pas pris part |
| 2021  | Nevers Mumba      | 4 968             | 0,10 %            | 10e               |

### Élections législatives
| Année | Voix      | %     | Sièges    | +\- | Rang | Gouvernement             |
| ----- | --------- | ----- | --------- | --- | ---- | ------------------------ |
| 1991  | 931 945   | 74,01 | 125 / 159 | 125 | 1er  | Gouvernement majoritaire |
| 1996  | 778 989   | 60,88 | 131 / 159 | 6   | 1er  | Gouvernement majoritaire |
| 2001  | 490 680   | 28,02 | 69 / 159  | 62  | 1er  | Gouvernement minoritaire |
| 2006  | 1 059 526 | 39,05 | 72 / 159  | 3   | 1er  | Gouvernement minoritaire |
| 2011  | 902 619   | 33,44 | 55 / 159  | 17  | 2e   | Opposition               |
| 2016  | 99 356    | 2,71  | 3 / 156   | 52  | 3e   | Opposition               |
| 2021  | 3 665     | 0,08  | 0 / 156   | 3   | 10e  | Extra-parlementaire      |